# James C. Fletcher
James Chipman Fletcher (5 juin 1919 - 22 décembre 1991) est un physicien américain, président de l'université de l'Utah de 1964 à 1971, 4e et 7e administrateur de la NASA, du 27 avril 1971 au 1er mai 1977 et du 12 mai 1986 au 8 avril 1989.

## Biographie
James C. Fletcher, né à Millburn au New Jersey, étudia la physique à l'université Columbia, et décrocha en 1948 une doctorat en physique au California Institute of Technology. Après avoir occupé des postes d'enseignant-chercheur à Harvard et Princeton, il rejoignit en 1948 Hughes Aircraft, où il finit par travailler sur la Division des missiles guidés de la Ramo-Wooldridge Corporation. En 1958, il cofonda la Space Electronics Corporation à Glendale en Californie, qui devint Space General Corporation après une fusion. Il fut ensuite nommé vice-président de Aerojet General Corporation à Sacramento (Californie). En 1964, il devint président de l'université de l'Utah, poste qu'il occupa jusqu'à sa nomination comme administrateur de la NASA en 1971.
Durant son premier mandat, Fletcher participa au début du programme de la navette spatiale américaine, ainsi qu'au programme Viking qui envoya des sondes sur Mars. Il supervisa les missions Skylab, approuva le programme Voyager ainsi que la rencontre Apollo-Soyouz.
Lorsqu'il quitta la NASA en 1977, Fletcher devint un consultant à McLean en Virginie et servit à l'université de Pittsburgh. Durant les neuf ans qui se sont écoulés entre ses deux mandats à la NASA, Fletcher fut un conseiller pour certains hommes d'État étrangers au sujet de leurs programmes spatiaux nationaux. Il fait aussi partie à cette époque du groupe de consultants qui travailla sur le projet d'initiative de défense stratégique américain.
Durant son second mandat d'administrateur de la NASA, Fletcher fut principalement impliqué dans les modifications apportées à la navette spatiale américaine consécutifs à l'accident de la navette spatiale Challenger : après sa destruction au décollage, les vols des navettes furent arrêtés durant deux ans, le temps que la NASA revoie la conception des navettes et ses méthodes de gestion. Fletcher poussa la NASA à améliorer la sécurité et la fiabilité du programme spatial, restructura l'organisation interne pour l'améliorer. Il était toujours à son poste lors du premier vol postérieur à la catastrophe, le 2 septembre 1988. Il approuva aussi le programme du télescope spatial Hubble.
Fletcher mourut en décembre 1991 d'un cancer du poumon chez lui en banlieue de Washington.

## Sources
- (en) Cet article est partiellement ou en totalité issu de l’article de Wikipédia en anglais intitulé « James C. Fletcher » (voir la liste des auteurs).
- Des parties de cet article sont basées sur des textes du domaine public de la NASA.